# Vinícola Salton
A Vinícola Salton é uma vinícola brasileira localizada na cidade gaúcha de Bento Gonçalves. É considerada o maior complexo vitivinicultor das Américas.

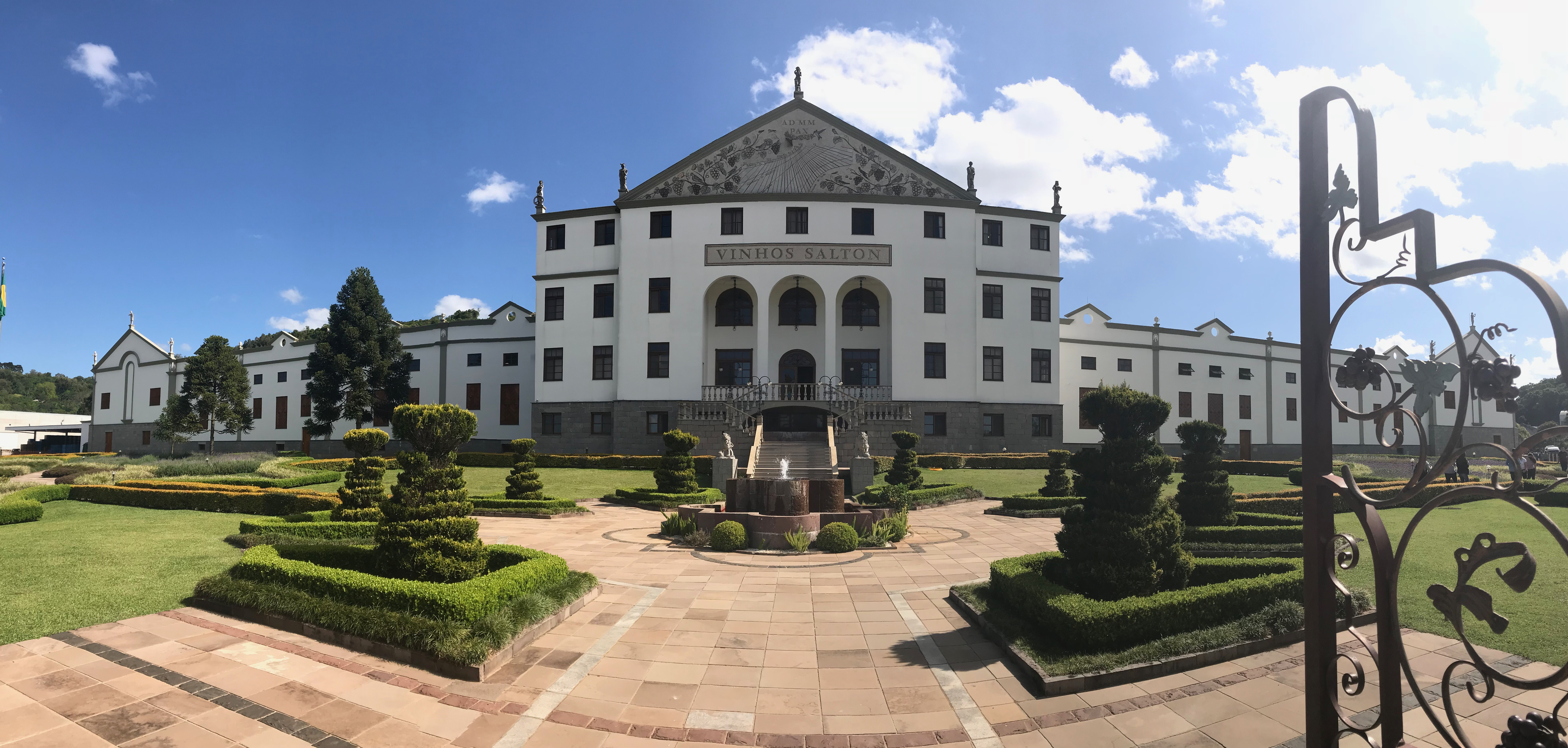
Vista da fachada
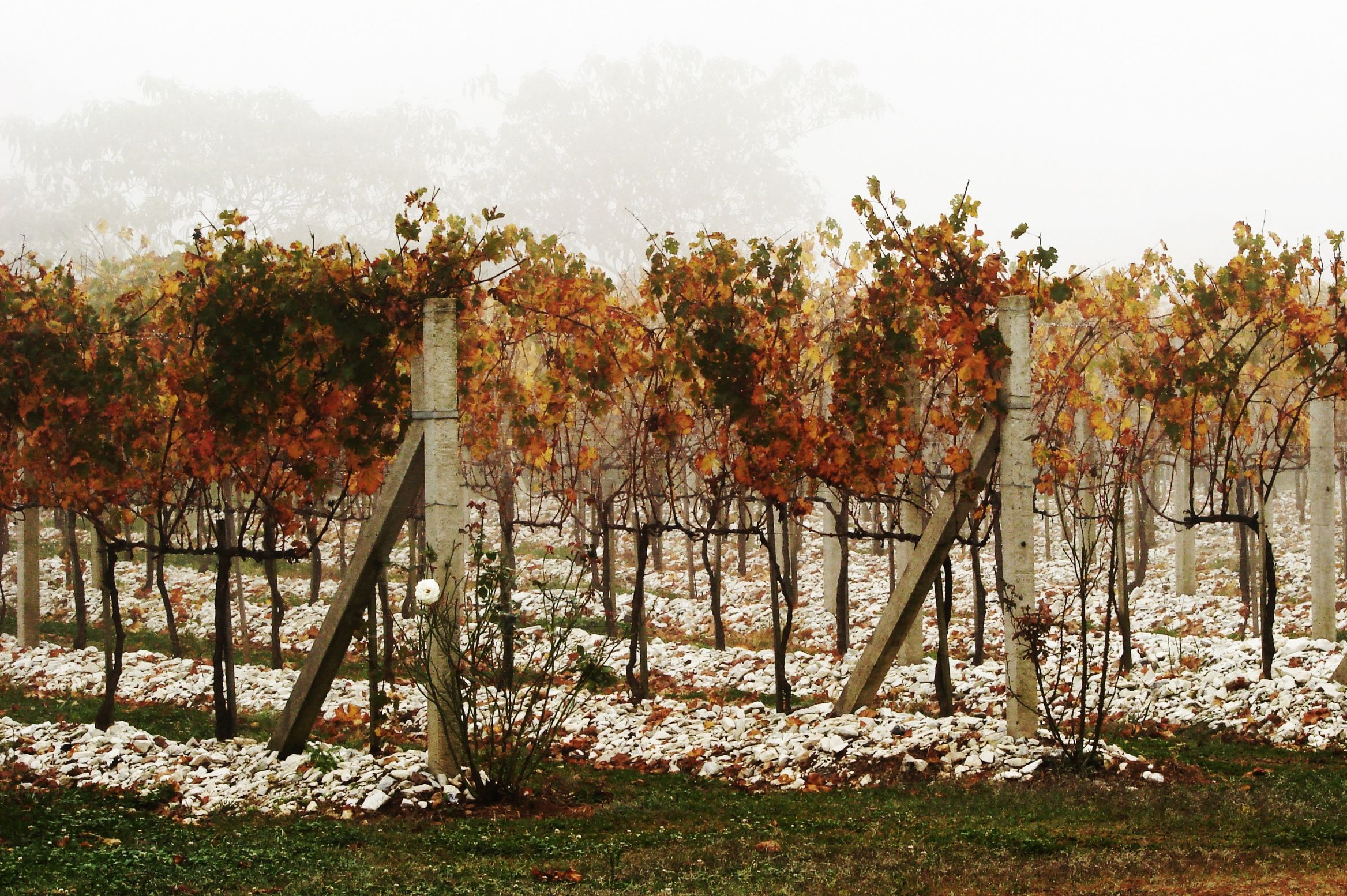
Videiras na Vinícola Salton

## Escravidão moderna
Em fevereiro de 2023, foram flagradas mais de 200 pessoas em situação de escravidão, mantidas num alojamento em Bento Gonçalves sob ameaça e tortura (espancamento, choques elétricos e spray de pimenta), cujo trabalho era explorado pelas vinícolas Aurora, Garibaldi e Salton, via empresa terceirizada.

Diante do escândalo, a entidade de classe empresarial local de Bento Gonçalves emitiu nota culpando as políticas de bem-estar social, a que chama de "sistema assistencialista", pela falta de candidatos ao trabalho nas condições oferecidas.